# ماماجیم جیم
نوعی حلوا از جنس حلوا جوزی که آن را به صورت قرص‌های پهن و نازک (به بزرگی نان شیرمال و نازکتر از آن ) سازند و روی آن کنجد یا شاهدانه پاشند.